# Crotchiella brachyptera
Crotchiella brachyptera é uma espécie de cerambicídeo da tribo Achrysonini, com distribuição restrita ao Arquipélago dos Açores, em Portugal.

## Biologia
A espécie emerge em julho, onde se hospeda em Laurus azorica, Vitis vinifera e Ilex nas florestas Laurissilva.

## Distribuição
A espécie tem distribuição restrita ao arquipélago dos Açores: nas ilhas do Pico, São Miguel e Santa Maria.